# ジャズ・スタンダード
ジャズ・スタンダードとは、ジャズ・ミュージシャンのレパートリーの一部を占める楽曲であり、ジャズ・ミュージシャンによって繰り返し録音され、聴衆に広く知られたものである。決定的なジャズ・スタンダードの一覧と言ったものは存在せず、スタンダード・ナンバーは時代と共に変化する。著名なグレイト・アメリカン・ソングブックやジャズの書籍は、どのような楽曲がスタンダード曲とみなされているかの手引きとなっている。
もちろん、全てのジャズ・スタンダードが、ジャズの作曲家によって書かれたわけではない。多くの曲がティン・パン・アレーの人気のある曲、ブロードウェイのショー・チューン、ハリウッドのミュージカル映画の楽曲などのグレイト・アメリカン・ソングブックを起源としている。ヨーロッパでは、ジャズ・スタンダードと「フェイク・ブック」には著名なジャズ演奏家によってジャズ的に演奏されたスカンジナビアなどの伝統的な民謡や、ジプシーのメロディーといった民族音楽の曲が含まれている。一般的な楽曲がジャズ・スタンダードとみなされるのはジャズ・ミュージシャンの間で広く演奏される楽曲の場合である。ジャズ・スタンダードには、ブルースやポピュラー音楽のスタンダード曲と重複するものもある。
最も多く録音されているジャズ・スタンダードは1930年代から20年以上に渡ってW・C・ハンディの「セントルイス・ブルース」であったが、そのあとはホーギー・カーマイケルの「スターダスト」がとってかわった。今日、この地位はジョニー・グリーンによる「ボディ・アンド・ソウル」が保持している。ジャズ・ミュージシャンによる楽曲で最も多く録音されているのはセロニアス・モンクの「ラウンド・ミッドナイト」である。

## 1910年代

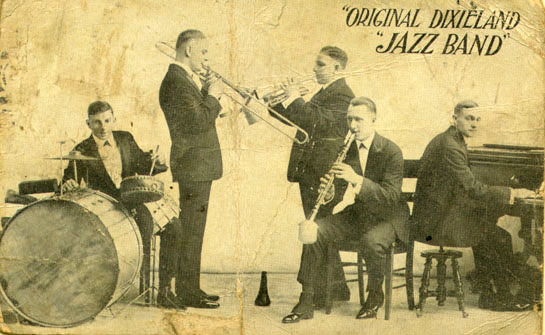
ニューヨーク市のReisenweber's Cafeで演奏するオリジナル・ディキシーランド・ジャズ・バンド、1918年のプロモーション用ポストカードから。（左から右に）ドラムのトニー・スバーバロ（別名トニ―・スパーゴ）、トロンボーンのエディ・エドワーズ、コルネットのD.ジェイムス・"ニック"・ラロッカ、クラリネットのラリー・シールズ、ピアノのヘンリー・ラガス

20世紀への変化でのそのコンセプトから、ジャズはダンスを目的とした音楽だった。このことが初期のジャズ・グループが演奏する素材の選択に影響を与え、キング・オリヴァーのクレオール・ジャズ・バンド、ニューオリンズ・リズム・キングスなどはティン・パン・アレーの人気曲を多数レパートリーに含んでおり、レコード会社はしばしば彼らの力を使ってどの曲が彼らのアーティストによって録音されるべきかを指定した。特定の曲はレコード会社の重役によってプッシュされため、1916年12月にブルー・アンベロールでトーマス・A・エジソン社のためにコリンズとハーランによって "That Funny Jas Band from Dixieland (1916)" が録音され:80、1917年にオリジナル・ディキシーランド・ジャス・バンドが "Darktown Strutters' Ball" と "Indiana" を録音するとすぐにスタンダード曲となった。ラベルに「Jass」と記された最初のレコード、The Original Dixieland One-Step は1917年にビクタートーキングマシン社からカタログ番号18255として発売された:7。もともと単に「ジャズ」と呼ばれていた初期のジャズバンドの音楽は、その後のサブジャンルと区別するために、今日では「ディキシーランド」または「ニューオーリンズ・ジャズ」と呼ばれている。
ジャズはブラスバンドの音楽、ブルース、ラグタイム、霊歌といった20世紀初頭のニューオリンズの音楽的伝統を起源としており、もっとのもポピュラーな初期のスタンダード曲のいくつかはこれらの影響を受けている。ラグタイム曲「12番街のラグ (Twelfth Street Rag)」と「タイガー・ラグ (Tiger Rag)」はジャズ・アーティストに人気の曲となり、ブルース曲の「セントルイス・ブルース (St. Luis Blues))」や「セント・ジェームス病院 (St. James Infirmary)」も同様だった。ティン・パン・アレーのソングライターたちは「インディアナ (Indiana)」や「アフター・ユーヴ・ゴーン (After You've Gone)」などの数曲をジャズ・スタンダードに付け加えた。そのほかの「サム・オブ・ジーズ・デイズ」や "Darktown Strutters' Ball" といった曲はヴォードヴィル芸人によって広められた。この期間に最も多く録音されたスタンダード曲はW・C・ハンディの「セントルイス・ブルース」、ターナー・レイトンとヘンリー・クリーマーの「アフター・ユーヴ・ゴーン」、ジェイムズ・ハンリーとバラード・マクドナルドの「インディアナ」である。

## 1920年代から1930年代
「ジャズ・エイジ」と知られている期間は1920年代にアメリカ合衆国で始まった。年配の世代がジャズを不道徳で、古くからの文化的価値への脅威だとみなしていたにもかかわらず、ジャズは全米で人気の音楽となった。チャールストンやブラック・ボトムといったダンスはこの時期に非常に人気となり、ジャズ・バンドは7人から12人のミュージシャンで編成されていた。ニューヨークの主要な楽団はフレッチャー・ヘンダーソン、ポール・ホワイトマン、デューク・エリントンらに率いられていた。多くのニューオーリンズのジャズマンが1910年代に職を求めてシカゴに移住しており、その中でもニューオリンズ・リズム・キングス、クレオール・ジャズ・バンド、ジェリー・ロール・モートンたちは当地でレコーディングした。しかしながら、1920年代の終わりにはジャズ界の中心としてのシカゴの重要性はニューヨークの熱狂の前に薄らいでいた。
ジャズの初期のころ、レコード会社はしばしば彼らのミュージシャンがどの曲を録音するのかをとても決めたがっていた。1920年代の人気曲は「スウィート・ジョージア・ブラウン」、「ダイナ」、「バイ・バイ・ブラックバード」といったポップヒットだった。最初に選曲の自由を手にしたジャズ・アーティストはルイ・アームストロングであり、彼のバンドは1920年代と30年代に初期のスタンダード曲を数多く世に広めた。
ジャズ・アーティストによって作られたいくつかの曲はスタンダード曲として持ちこたえ、その中にはファッツ・ウォーラーの 「ハニーサックル・ローズ」と「浮気はやめた」が含まれている。1920年代のスタンダード曲で最も録音されたのはホーギー・カーマイケルとミッチェル・パリッシュの「スターダスト」である。1920年代にはジョージ・ガーシュウィンとアイラ・ガーシュウィンの「私の彼氏」（1924年）、アーヴィング・バーリンの「ブルー・スカイ」（1927年）、コール・ポーターの「恋とは何でしょう（1929年）といったいくつかの曲がブロードウェイの作曲家によって作られ、スタンダード曲となった。しかしながら、ブロードウェイ曲のハーモニーやメロディが洗練されてミュージシャンにとって心地よいものとなって彼らのレギュラー・レパートリーに加え始めるのは1930年代になってからだった。
ブロードウェイ・シアターは1930年代に最も人気のあった何曲かのスタンダード曲に貢献し、その中にはジョージ・ガーシュウィンとアイラ・ガーシュウィンの「サマータイム」（1935年）、リチャード・ロジャースとロレンツ・ハートの「マイ・ファニー・ヴァレンタイン」（1937年）、ジェローム・カーンとオスカー・ハマースタイン2世の「オール・ザ・シングス・ユー・アー」（1939年）などが含まれている。これらの曲は、今でも史上最も録音されたスタンダード曲に数えられている。1930年代にもっとも人気があったスタンダード曲、ジョニー・グリーンの「ボディ・アンド・ソウル」はブロードウェイで披露され、1939年にコールマン・ホーキンスによって録音されてから大ヒットした。
1930年代にはスウィング・ジャズがアメリカ音楽の支配的なスタイルとして台頭してきた。デューク・エリントンと彼のバンドメンバーは後にスタンダード曲となった「スイングしなけりゃ意味ないね」（1932年）、「ソフィスティケイテッド・レディ」（1933年）、「キャラバン」といった数多くのスウィング時代のヒット曲を作った。この時期の影響力のあるバンドリーダーとしては、ほかにベニー・グッドマンとカウント・ベイシーが挙げられる。

## 1940年代
スウィング時代は1940年代のなかばまで続き、デューク・エリントンの「コットン・テール」（1940年）やビリー・ストレイホーンの「A列車で行こう」などの人気曲を生み出した。第二次世界大戦が始まるとビッグ・バンドを維持することが困難になり、小さなグループに対する人気への移行がおこった。ルイ・ジョーダンなどのスウィング時代のミュージシャンの何人かは、1950年代のロックンロールの源流となる「リズム・アンド・ブルース」と呼ばれる種類の音楽で、のちに人気を得た。
ビバップは1940年代初頭に登場し、チャーリー・パーカー、ディジー・ガレスピー、セロニアス・モンク達が先陣を切った。これは洗練されたハーモニー、速いテンポとしばしば名人芸の演奏法によって、初期のスタイルのジャズよりも特別な聴衆にアピールした。ビバップのミュージシャンはしばしば1930年代の、特にブロードウェイ・シアターのミュージカルからのスタンダード曲を自身のレパートリーの一部として使用した。ビバップ・ミュージシャンによって書かれたスタンダード曲の中にはガレスピーの「ソルト・ピーナッツ」（1941年）と「チュニジアの夜」（1942年）、パーカーの「アンソロポロジー」（1946年）、「ヤードバード組曲」（1946年）と「スクラップル・フロム・ジ・アップル」（1947年）、そしてジャズ・ミュージシャンによって書かれたスタンダード曲のなかでもっとも録音された曲であるモンクの「ラウンド・ミッドナイト」などがある。

## 1950年代から1980年代
マイルス・デイヴィスの『カインド・オブ・ブルー』などのモード・ジャズのレコードが、1950年代後半にはポピュラーになっていた。モダン・ジャズのスタンダード曲としてはマイルス・デイヴィスの「ラウンド・ミッドナイト」（アルバム『ラウンド・アバウト・ミッドナイト』収録）や「マイ・ファニー・ヴァレンタイン」、ジョン・コルトレーンの「マイ・フェイバリット・シングズ」、、デイヴ・ブルーベックの「テイク・ファイヴ」、アート・ブレイキーの「モーニン」、カーティス・フラーの「ファイヴ・スポット・アフター・ダーク」、ホレス・シルヴァーの「ソング・フォー・マイ・ファーザー」などがあげられる。
ブラジルでは1950年代後半からボサノヴァと呼ばれる新しいスタイルの音楽が流行した。映画『黒いオルフェ』はリオのカーニバルとボサノヴァの存在を、世界に知らしめた。ジャズと共にブラジルのサンバを基礎とし、ジョアン・ジルベルト、アントニオ・カルロス・ジョビン、ルイス・ボンファらによって提唱された。ジルベルトとスタン・ゲッツは1963年の共同アルバム『ゲッツ/ジルベルト』で欧米にボサノヴァ・ブームを巻き起こした。ボサノヴァの楽曲の中ではルイス・ボンファの「カーニバルの朝」（1959年）、ジョビンの「イパネマの娘」（アストラッド・ジルベルトの歌で有名になった）（1962年）、「コルコヴァード」（1962年）、マルコス・ヴァーリの「サマー・サンバ」（1966年）、「デサフィナード」（1959年）などが、スタンダードとなっている。
ビートルズによる「イエスタデイ」「サムシング」「ヘイ・ジュード」などの、ロック・アーティストによって書かれた多くの曲もスタンダード曲となっている。ジャズ・フュージョンは、ロックなどの他ジャンルと、ジャズを融合させた。その全盛期は1970年代後半から1980年代初頭までだった。フュージョンはジャズのスタンダードではなく、クラシック音楽を編曲して発売した。デオダート、ボブ・ジェームス、ヒューバート・ローズらの楽曲がその例である。フュージョン・アーティストはFMラジオなどでさかんにオンエアされたが、1980年代半ばにはフュージョンのブームは終焉をむかえた。デオダートのクロスオーバー曲「ツァラトゥストラはかく語りき」(1972年)、ジョー・ザヴィヌルの「バードランド」（1977年）などはスタンダード化している。1980年代には、チャカ・カーン、カーリー・サイモン、リンダ・ロンシュタットらが、ジャズ・スタンダード・アルバムをリリースした。

## 洋書
- Hardie, Daniel (2002). Exploring Early Jazz: The Origins and Evolution of the New Orleans Style. iUniverse. ISBN 0-595-21876-8
- Kernfeld, Barry Dean (1995). The Blackwell Guide to Recorded Jazz. Wiley-Blackwell. ISBN 0-631-19552-1